# 内閣府設置法
内閣府設置法（ないかくふせっちほう、平成11年7月16日法律第89号）は、内閣府の設置、その任務・所掌事務を定めるとともに、その所掌事務を能率的に遂行するため必要な組織に関する事項を定めることに関する日本の法律である。
1999年（平成11年）7月16日に公布された。

## 概要
内閣府は中央省庁再編前の総理府の後継機関であるが、再編前は上位法である国家行政組織法の規定を受けて個別法としての各府省の設置法が存在するという「府省横並び」の関係にあったのに対し、再編後は内閣府設置法のみ国家行政組織法の対象外（国家行政組織法と同列）とされたため、内閣府は「他省より上位の格」を有する機関と位置づけられているという見方がある。そのため、総理府設置法で総理府の事務とされていた「他の行政機関の所掌に属しない行政事務」については、内閣府ではなく総務省が所管することとなった。
なお、この国家行政組織法の対象外という地位は、デジタル庁及び復興庁も同様になったため、上位の格という現在でも妥当かは判然としない。

## 構成
- 第1章 総則（第1条）
- 第2章 内閣府の設置並びに任務及び所掌事務（第2条-第4条）
- 第3章 組織 
  - 第1節 通則（第5条）
  - 第2節 内閣府の長及び内閣府に置かれる特別な職（第6条-第15条）
  - 第3節 本府
    - 第1款 内部部局等（第16条・第17条）
    - 第2款 重要政策に関する会議
      - 第1目 設置（第18条）
      - 第2目 経済財政諮問会議（第19条-第25条）
      - 第3目 総合科学技術・イノベーション会議（第26条-第36条）

    - 第3款 審議会等（第37条・第38条）
    - 第4款 施設等機関（第39条）
    - 第5款 特別の機関（第40条-第42条）
    - 第6款 地方支分部局
      - 第1目 設置（第43条）
      - 第2目 沖縄総合事務局（第44条-第47条）

  - 第4節 宮内庁（第48条）
  - 第5節 委員会及び庁（第49条-第64条）
- 第4章 雑則（第65条-第68条）
- 附則
- 別表